# 沙湾市
沙湾市（羅馬化：Sauan qalasy）是新疆维吾尔自治区塔城地区下辖的一个县级市。人口約30萬人，市人民政府駐世纪大道南路29号。

## 历史
沙湾最早的居民是塞种人，後地屬烏孫，三世紀後乌孙国势减弱，沙湾地属车师。四世紀時，柔然兼并高车许多部落，西元400年，柔然首领社仑自称可汗，控制西域，沙湾地属柔然。五世紀突厥汗国兴起，推翻柔然，随后分裂为东西两国。唐朝（西域称桃花石）建立后，太宗李世民时滅西突厥。702年（长安二年），唐设北庭都护府，沙湾归北庭都护府管辖。九世纪至十五世纪，先後為西州回鹘、喀喇汗國、西遼（喀喇契丹）、察合台汗國、东察合台汗国（明朝称亦力把里）統治。十六世紀初为准噶尔部呼拉玛牧地，直到1755年（乾隆二十年）準噶爾被清軍征服。1757年，清政府派兵在老沙湾、乌兰乌苏、安集海等地驻军屯田。光绪年间新疆建省後，設置绥来县，沙湾始归绥来。
民国成立后，1915年（民国四年）由绥来县析置沙湾县，隶属迪化道，县治设在小拐。
1917年（民国六年），改隶塔城道。
1929年（民国十八年），國民政府廢除道，沙湾县治由小拐移至老沙湾。
1949年中共建政。1956年，县治从老沙湾迁至三道河子。
1976年，沙湾县归属新成立的石河子地区。1978年，石河子地区撤销，沙湾县重隶塔城地区。
2021年1月，經国务院批准撤销沙湾县，設立县级沙湾市。3月16日，举行撤县设市揭牌仪式。

## 人口
2020年末，根据第七次人口普查数据显示：全市常住人口为301046人。

## 地理
沙湾位于新疆西北部、塔城地区东南部，准噶尔盆地南缘，天山北麓，东距自治区首府乌鲁木齐185千米，辖区面积1.31万平方千米。沙湾东接石河子市、玛纳斯县相望；南与和静县毗连；西與乌苏市、克拉玛依市、奎屯市接壤；北与和布克赛尔蒙古自治县为邻。沙湾地势南高北低，南部为天山，中部为山前洪积冲积绿洲平原，北部为古尔班通古特沙漠。有巴音沟河、金沟河、宁家河、玛纳斯河、大小南沟河、沙湾河六条河流。属大陆性中温带干旱气候，平均气温为6.3℃至6.9℃，全年太阳实照时数为2800小时至2870小时，无霜期170天至190天，年降水量140毫米至350毫米，年蒸发量为1500毫米至2000毫米。

## 行政区划
沙湾市下辖4个街道办事处、8个镇、3个乡：
书香街道、沙湾县良种场、桃园街道、团结街道、四道河子镇、老沙湾镇、乌兰乌苏镇、安集海镇、东湾镇、西戈壁镇、柳毛湾镇、金沟河镇、商户地乡、大泉乡和博尔通古乡。

## 交通
沙湾境内有城际铁路、国防公路（S101）、北疆铁路和115省道、连霍高速公路、克榆公路，219、223、224三条省道和3条县道经过。
- 连霍高速、 312国道过境。

## 旅游
- 鹿角湾：位于沙湾城西南80千米的天山北坡，西濒巴音沟河，东接大南沟，由大鹿角湾和小鹿角湾两片景区构成，总面积190平方千米，天山公路缘景区而过。鹿角湾是天山马鹿生息繁衍的地方，马鹿每年要脫落一次角壳，因此在山涧、河边遗留下大量鹿角壳，故名“鹿角湾”。
- 双龙沟：双龙沟风景区位于天山北坡沟谷带，为20世纪90年代末新开发的以原始深山野林为特色的旅游景区。
- 千泉湖：千泉湖位于沙湾腹地，属商户地乡辖区，南距县城约26千米。因湖区泉眼众多，故名千泉湖，属于典型的湿地草甸沼泽型自然风光区。
- 热水泉子：位于沙湾城南78千米的金沟河谷之中，由热水泉子、温泉疗养院、灵泉寺（老君庙）三大景点构成。2005年被评为国家AAA级旅游风景区。

## 遺址
- 小白杨沟岩画：小白杨沟岩画地处西戈壁镇，岩画在面朝西南的黑色岸石上，刻痕较浅。内容主要以动物为主，有北山羊、马鹿、野猪、骆驼、马、狼等野生动物，为三千年前的塞人遗迹。
- 羊沟古墓群：羊沟古墓群地处博尔通古乡大干沟和小干沟的前台地，墓葬群用黄土、石块堆组成，呈链状排列，每座直径一般约16米。墓葬形式及排列格局与阿拉沟古墓相类似，为三千年前的塞人遗迹。
- 碎叶道遗迹：碎叶道又称丝绸之路新北道，其在沙湾境内三宫店、老营盘、万家槽子、头道河子等路段有古城遺址。